# Бисенгалиев, Марат Саметович
Марат Саметович Бисенгалиев (род. 15 марта 1962, Алма-Ата, Казахская ССР, СССР) — советский и казахстанский скрипач-виртуоз и дирижёр. Заслуженный деятель РК (2000), профессор Бирмингемской консерватории, один из директоров Альянса оркестров Азиатско-тихоокеанского региона AAPRO. Большую часть времени живёт на юге Франции недалеко от Пиренеев и работает в Великобритании и Индии.

## Биография
Родился в 1962 году в Алма-Ате. В 1969 году поступил в Республиканскую среднюю специальную музыкальную школу им. К. Байсеитовой по классу скрипки и окончил её в 1979 году (учился в том числе у Олега Шульпякова, а с восьмого класса у Нины Патрушевой).
1979—1981 годы — Алма-Атинская государственная консерватория им. Курмангазы (класс проф. Нины Патрушевой).
1981—1984 годы — Московская государственная консерватория им. П. И. Чайковского (класс проф. Бориса Беленького).
В 1986—1988 годах обучался в аспирантуре Московской консерватории в классе проф. Валерия Климова. Учёбу завершил крупным сольным концертом на сцене Большого зала Московской консерватории с Государственным симфоническим оркестром СССР, на котором успешно исполнил скрипичный концерт Бетховена.
В 1989 году создал в Алма-Ате камерный оркестр «Алтын-Алма».
В том же году приглашён на турне по Англии. На одном из концертов исполнил скрипичный концерт Яна Сибелиуса. Присутствовавший на концерте продюсер звукозаписывающей компании «Наксос» Дэвид Дэнтон в тот же день предложил скрипачу контракт на запись его концертного репертуара. В последующие годы (1992—2008) Бисенгалиевым было записано четырнадцать компакт-дисков с крупнейшими западными звукозаписывающими компаниями, такими как «Наксос», «Марко-Поло», «Сони», «ЭМИ — Классикс», «Блэк-Бокс».
Марат Бисенгалиев много концертирует, он играл в 35 странах.
В 2000 году британская газета «The Daily Telegraph» назвала музыканта казахстанским Элтоном Джоном.[значимость факта?]
Ведущий американский музыкальный журнал «Fanfare» поместил статью с заголовком — «Современный Изаи». «New York Times» писала о том что «В его сердце бьется стиль игры, который был эталоном скрипичной виртуозной игры начала 20-го века и который возвращается только сейчас, после десятилетий сухого рационализма».
В 2002 году был образован Культурныйобщественный фонд Марата Бисенгалиева. Председатель — старший брат Ганимат Бисенгалиев Саметович (род.1950)
В 2006 году Бисенгалиев основал первый в истории Индии профессиональный оркестр — Симфонический оркестр Индии.
С мая 2010 года был приглашен в качестве члена совета директоров Альянса Азиатских и Тихоокеанских региональных оркестров AAPRO (Alliance of Asian-Pacific Regional Orchestra’s).
В 2010 году Бисенгалиев был выбран «Музыкальным символом десятилетия» Казахстана по независимому опросу.
В феврале 2011 года Бисенгалиев выступил с оркестром «The Philharmonia» в Букингемском Дворце для принца Чарльза и королевской семьи.
7 декабря 2012 года на сцене ЦКЗ «Казахстан» прошел концерт посвященный 50-летнему юбилею Бисенгалиева.
Бисенгалиев был награжден Золотым диском фирмы Sony BMG.
В 2017 году отметил своё 55-летние циклом концертов в Алма-Ате.
С 23 по 29 июля 2017 года в Астане в здании «Конгресс-центра» прошло шоу «Энергия звука» под управлением Бисенгалиева.

## Антология Эдуарда Элгара
Бисенгалиев три года прожил в городке Малверн-Хиллз, Вустершир, Англия, где родился и жил английский композитор Эдвард Элгар (1857—1934). Был приглашен туда в качестве «музыканта в резиденции». Работал там, как ученый, посещал библиотеки и дома, имевшие отношение к Элгару, собирал все возможные материалы о нём и записал полную антологию его произведени. Первые два диска этого альбома были записаны в 1999 и 2001 годах. Третий диск записал вместе с Западно-Казахстанским филармоническим оркестром в 2010 году. В 2011 году выпустил полную антологию Эльгара в своём исполнении на тройном CD «Elgar/ Эльгар».

## Западно-Казахстанский филармонический оркестр
В начале 2003 года Марат Бисенгалиев получил предложение от акима Западно-Казахстанской области Крымбека Кушербаева и руководителя Карачаганакского нефтегазового комплекса Джона Морроу создать в Уральске симфонический оркестр.
В 2011 году по решению нового акима области Измухамбетова из-за отсутствия в составе казахских музыкантов оркестр был понижен в статусе и переформирован в ГККП «Западно-Казахстанский областной камерный оркестр» управления культуры акимата Западно-Казахстанской области. Большинство профи-музыкантов бывшего Западно-Казахстанского филармонического оркестра стали играть в Симфоническом оркестре Индии (Мумбай), который Бисенгалиев создал в 2006 году по просьбе правительства этой страны.

## Тлеп и Сарыкыз
Давняя казахская легенда о трагической любви баксы (шамана) Тлепа Аспантайулы (1757—1820), жившего в тургайских степях, к Сарыкыз — дочери его учителя. Его потомок, бизнесмен Сапар Искаков записал легенду и при посредничестве Марата Бисенгалиева заказал музыку на основе казахских народных мелодий Карлу Дженкинсу. В альбоме Дженкинса «Tlep» (2006) Бисенгалиев солировал на скрипке на фоне Западно-Казахстанского филармонического оркестра, а в альбоме Quirk — The Concertos (2008) Бисенгалиев и Лондонский Симфонический оркестр представили концерт для скрипки с оркестром «Сарыкыз».
Тогда же казахский поэт Несипбек Айтулы по просьбе Искакова по мотивам легенды написал поэму «Сарыкыз». На её основе американец Эдуард Розинский создал либретто, а казахстанский композитор Алмас Серкебаев, написал музыку к балету «Тлеп и Сарыкыз», премьера которого состоялась в 2010 году. Марат Бисенгалиев исполняет ряд композиций А. Серкебаева.

## Семья
Отец — Самет Бисенгалиев был финансистом, его предки были из Западно-Казахстанской области из региона Орда, окончил Ленинградскую высшую школу финансов, был главой финансового ведомства Джалал-Абадской области в Киргизии. Затем с семьёй переехал в Алма-Ату. Где возглавлял финансовый отдел Калининского райисполкома Алма-Аты. Хорошо играл на домбре..
Мать — Арухан Юсуповна Бисенгалиева (1922—2016), родилась в Астраханской области. В 1937 году ее родители переехали в Западно-Казахстанскую область. Там она окончила Уральский пединститут, учитель географии вышла замуж. Все их 6 детей окончили школу с золотой или серебряной медалью. Долгое время работала воспитателем в школе К.Байсеитовой.
У Бисенгалиева три сестры и два брата Сагадат (1958—1989) и Ганимат (род.1950). Марат в семье самый младший.
Старший брат Сагадат Бисенгалиев (1958—1989), с первого класса учился в московской центральной школе, окончил Московскую консерваторию и аспирантуру там же, был известным скрипачом. Погиб в ДТП. В 13 ноября 2013 года в Казахском государственном академическом театре оперы и балета им. Абая состоялся Концерт симфонического оркестра Алма-Аты под управлением Марата Бисенгалиева под названием «Жизнь для вечности». Памяти Сагадата Бисенгалиева.
Племянница — Галия Сагадатовна Бисенгалиева — лауреат международных конкурсов, обладатель премии «Открытие» (Буэнос-Айрес, 2015), стипендиатка Президентской программы «Болашак», выпускница Королевской Академии Музыки в Лондоне по классу скрипки. Солистка и концертмейстер Лондонского оркестра современной музыки. В мае 2015 года она получила высокую награду Королевской филармонической музыкальной ассоциации. Солистка Казгосфилармонии им. Жамбыла
Старший брат — Ганимат Бисенгалиев (род. 1950), окончил институт народного хозяйства и работал в системе Госкомиздата, полиграфист и книгораспространитель. С 2002 года председатель Культурного общественного фонда Марата Бисенгалиева.
В 1990 году женился на британской флейтистке Стине Уилсон. Дочь Арухан Галиева(род.14.08.1991). Затем развёлся и женился в 1999 году на француженке Вассилиа (род. 1980) (отец — француз, мать — гречанка), скрипачка. У них родилась дочь Шорай (род. 2005) и сын — Тарлан (род. 2009). Семья стала жить на юге Франции недалеко от Пиренеев
Дочь Арухан — названа в честь бабушки, матери Бисенгалиева, британская певица (сопрано) и актриса, участвовала в записях отца и выступала в Национальном Молодёжном театре и сыграла роль призрака Анны в фильме «Анна Каренина» режиссёра Джо Райта. Снималась в телесериалах. Сыграла роль королевы Франции на сцене театра «Глобус» в Лондоне

## Награды и премии
- 1988 год — победитель Международного конкурса исполнителей Баха в Лейпциге (ГДР).
- 1991 год — первое место на международном конкурсе имени Никанора Сабалеты в Испании. Помимо первого места получил специальный приз за самое виртуозное исполнение.
- 2000 год — заслуженный деятель искусств Казахстана.
- 2000 год — орден «Курмет» (орден Почёта) от правительства республики.
- 2000 год — первый лауреат независимой премии меценатов Казахстана «Платиновый Тарлан» в категории «Музыка».
- 2010 год — избран «Музыкальным символом десятилетия Казахстана» по итогам независимого опроса[42].
- 2022 года (10 сентября) — указом президента РК награждён орденом «Барыс» ІІІ степени — за большой вклад в популяризацию отечественного музыкального искусства за рубежом.[43]

## Дискография
- 1992 — LALO, Symphonie espagnole (Лало, Сарасате, Равель, Сен-Санс) c Польским симфоническим оркестром, фирма Naxos[44].
- 1992 — WIENIAWSKI, Violin Showpieces (скрипичные этюды Генрика Венявского), Naxos.
- 1993 — BRIAN CYRCLE (концерт для скрипки и симфония № 18 Хавергала Брайана), Naxos/Marco Polo.
- 1994 — BRAHMS / JOACHIM (венгерские танцы Брамса и романсы Иоахима), Naxos (Приз критиков журнала Fanfare, США, 1994).
- 1995 — WIENIAWSKI (Концерты для скрипки № 1 и 2 Генрика Венявского), Naxos[45].
- 1996 — MENDELSSOHN (Два концерта Феликса Мендельсона для скрипки с оркестром), Naxos (Приз критиков журнала Gramophone, Англия, 1998).
- 1998 — ДУЭТ (Двойной концерт Мендельсона для скрипача и пианиста с Жанией Аубакировой в Барбикан-холле, Лондон).
- 1999 — ELGAR Rediscovered works for violin (Вновь открытые произведения для скрипки Эдуарда Элгара), Black Box, (Номинация на Приз журнала Gramophone, Англия).
- 1999 — BRAHMS (Три сонаты Брамса для ф-но и скрипки), Black Box.
- 2001 — ELGAR Rediscovered works for violin, vol.2 (Вновь открытые произведения для скрипки Эдуарда Элгара, том 2), Black Box.
- 2005 — A. RUBINSTEIN (Трио № 3 Антона Рубинштейна для фортепиано, виолончели, скрипки с оркестром и др.), «Мелодия».
- 2005 — KARL JENKINS, Requiem (М. Бисенгалиев — скрипка и West Kazakhstan Philharmonic Orchestra, дир. К. Дженкинс), EMI Classics, (No.1 in Classic Sales Chart and No.1 in «Hall of Fame» on Classic FM Magazine).
- 2006 — HAVERGAL BRIAN, Violin Concerto (М. Бисенгалиев — скрипка и BBC Scottish Symphony Orchestra, дир. Лайонел Френд), Naxos.
- 2006 — KARL JENKINS, Tlep (М. Бисенгалиев — скрипка и West Kazakhstan Philharmonic Orchestra, дир. К. Дженкинс), Sony BMG, (Gold Disc from Sony BMG).
- 2008 — KARL JENKINS, Quirk, включая концерт для скрипки Sarikiz (М. Бисенгалиев — скрипка и London Symphony Orchestra, дир. К. Дженкинс), EMI Classics.
- 2011 — «Elgar/ Эльгар» (тройной CD, полная антология)[17], скрипичной музыки Эдварда Элгара, Naxos[46],1 мая,2011.[7]

## Книги
- 2011 год — автобиографическая книга «До… Ре…»[47].

## Факты
- Предпочитает скрипку неаполитанского мастера Алессандро Гальяно[48].
- От природы левша, но на первых занятиях музыкой его переучили.[32]
- Бисенгалиев отлично говорит по-русски и английски, но слабо знает родной казахский язык[49].
- Увлекается игрой в гольф.[30] Большой поклонник футбола.[15]